# Église Saint-Martial de Paris
L'église Saint-Martial est une église disparue de Paris, qui se trouvait sur l'île de la Cité, derrière l'église Saint-Éloi, non loin du Palais de Justice.

## Historique
En 1107 est fermé, pour inconduite des religieuses, le couvent fondé par saint Eloi en 635. Il est affecté en 1125 aux religieux de l'abbaye bénédictine de Saint-Maur. L'église conventuelle est alors divisée en deux parties séparées par une ruelle (dite de la Savaterie) : la nef garde le nom de Saint-Eloi et est affectée aux religieux bénédictins, le chœur devient l'église paroissiale Saint-Martial.
La paroisse, fondée donc entre 1125 et 1136, ne comprenait qu'une quarantaine de maisons et sa population est évaluée à 990 habitants vers 1300.
En 1580, l'église étant vétuste, des réparations sont commandées par les marguilliers à Guillaume Guelin, maître des œuvres de la ville.
En 1715, la monarchie envisage sa reconstruction au moyen d'une loterie, mais le projet échoue et l'église est détruite en 1722. Sa paroisse est alors réunie à celle de Saint-Pierre-des-Arcis.
En 1862, les fouilles de Théodore Vacquer à cet emplacement mettent au jour des éléments d'époque mérovingienne avec des colonnes antiques en remploi et deux chapiteaux du XIIe siècle qui sont affectés, avec un bénitier, au musée de Cluny.

## Personnalités liées à cette église
- Sainte Aure de Paris, née au début du VIIe siècle, est la première abbesse du monastère colombaniste de Saint-Martial de Paris fondé par saint Éloi. Elle assume cette charge pendant trente-trois ans. Elle meurt de la peste le 4 octobre 666.
- Guillaume Folet, ou Follet, chapelain de l'église Saint-Martial de Paris, puis curé de l'église Saint-Gilles de Bourg-la-Reine de 1460 jusqu'à sa mort en 1479[5].